# Glyphipterix
Glyphipterix is een geslacht van vlinders uit de familie parelmotten (Glyphipterigidae).

## Soorten
- G. acinacella Meyrick, 1882
- G. acronoma Meyrick, 1888
- G. acrothecta Meyrick, 1880
- G. actinobola Meyrick, 1880
- G. aenea (Philpott, 1917)
- G. aerifera Meyrick, 1912
- G. affinis Arita & Heppner, 1992
- G. albimaculella Heinrich, 1877
- G. alpha Moriuti & Saito, 1964
- G. altiorella (Bauer, 1923)
- G. amblycerella Meyrick, 1882
- G. ametris Diakonoff, 1979
- G. amphipeda Meyrick, 1920
- G. amphipoda (Meyrick, 1920)
- G. amseli Diakonoff, 1978
- G. anaclastis Meyrick, 1907
- G. antidoxa Meyrick, 1909
- G. archimedica Meyrick, 1921
- G. argophracta Meyrick, 1926
- G. argyrelata (Turner, 1932)
- G. argyroguttella Ragonot, 1885
- G. argyromis Meyrick, 1907
- G. argyrotoxa (Turner, 1913)
- G. asterias Meyrick, 1907
- G. asteriella Meyrick, 1880
- G. asteronota Meyrick, 1880
- G. astrapaea Meyrick, 1880
- G. atelura (Meyrick, 1920)
- G. aulogramma Meyrick, 1908
- G. autoglypta (Meyrick, 1921)
- G. autopetes Meyrick, 1907
- G. bactrias Meyrick, 1911
- G. barbata (Philpott, 1918)
- G. basifasciata (Issiki, 1930)
- G. bergstraesserella (Fabricius, 1781)
- G. beta Moriuti & Saito, 1964
- G. bicornis Meyrick, 1909
- G. bifasciata Walsingham, 1881
- G. bifasciella (Amsel, 1959)
- G. bizonata Arita & Heppner, 1992
- G. bohemani (Zeller, 1852)
- G. brachyaula Meyrick, 1907
- G. brachydelta (Meyrick, 1916)
- G. californiae Walsingham, 1881
- G. calliactis (Meyrick, 1914)
- G. callicrossa Meyrick, 1907
- G. callidelta (Meyrick, 1922)
- G. calliscopa Lower, 1905
- G. callithea Meyrick, 1921
- G. canachodes Meyrick, 1909
- G. carenota Meyrick, 1909
- G. caudatella Walsingham, 1897
- G. cestrota (Meyrick, 1915)
- G. circumscripta Chambers, 1881
- G. clearcha (Meyrick, 1921)
- G. climacaspis Meyrick, 1920
- G. codonias Meyrick, 1909
- G. colorata (Meyrick, 1913)
- G. columnaris Meyrick, 1913
- G. cometophora Meyrick, 1880
- G. compastis (Meyrick, 1923)
- G. conosema Meyrick, 1913
- G. convoluta Arita & Heppner, 1992
- G. cornigerella Zeller, 1877
- G. crassilunella (Rebel, 1916)
- G. crinita Meyrick, 1913
- G. crotalotis Meyrick, 1909
- G. cultrata Meyrick, 1912
- G. cyanochalca Meyrick, 1882
- G. cyanophracta Meyrick, 1882
- G. chalceres Turner, 1913
- G. chalcodaedala (Turner, 1913)
- G. chalcostrepta Meyrick, 1907
- G. chalcotypa Bradley, 1965
- G. chionosoma Diakonoff, 1978
- G. chrysallacta (Meyrick, 1922)
- G. chrysoplanetis Meyrick, 1880
- G. chrysozona (Meyrick, 1921)
- G. danilevskii Diakonoff, 1978
- G. decachrysa Meyrick, 1918
- G. deliciosa Diakonoff, 1978
- G. delta Moriuti & Saito, 1964
- G. deltodes (Walsingham, 1914)
- G. deuterastis Meyrick, 1907
- G. diaphora Walsingham, 1894
- G. dichalina Meyrick, 1911
- G. dichorda Meyrick, 1911
- G. diplotoxa Meyrick, 1920
- G. dolichophyses Diakonoff, 1978
- G. enclitica Meyrick, 1909
- G. epastra (Meyrick, 1922)
- G. equitella

Duinparelmot (Scopoli, 1763)
- G. erastis Meyrick, 1911
- G. erebanassa (Meyrick, 1934)
- G. euastera Meyrick, 1880
- G. euleucotoma Diakonoff, 1976
- G. eumitrella (Busck, 1914)
- G. expurgata (Meyrick, 1922)
- G. falcigera (Meyrick, 1913)
- G. formosametron Arita & Heppner, 1992
- G. formosensis Arita & Heppner, 1992
- G. forsterella

Zeggenparelmot (Fabricius, 1781)
- G. fortunatella Walsingham, 1908
- G. funditrix Diakonoff, 1976
- G. fuscoviridella (Haworth, 1828)
- G. gamma Moriuti & Saito, 1964
- G. gaudialis Diakonoff, 1976
- G. gemmatella (Walker, 1864)
- G. gemmipunctella Walker, 1869
- G. gemmula Diakonoff, 1976
- G. gianelliella Ragonot, 1885
- G. gonoteles Meyrick, 1907
- G. grandis Arita & Heppner, 1992
- G. grapholithoides (Walsingham, 1891)
- G. gypsonota (Turner, 1926)
- G. halimophila Lower, 1893
- G. haplographa (Turner, 1926)
- G. harpogramma (Turner, 1913)
- G. haworthana (Stephens, 1834)
- G. hemipempta Meyrick, 1909
- G. heptaglyphella Le Marchand, 1925
- G. holodesma Meyrick, 1882
- G. hologramma (Meyrick, 1920)
- G. hyperlampra (Meyrick, 1913)
- G. idiomorpha Meyrick, 1917
- G. imparfasciata Arita, 1979
- G. indomita (Meyrick, 1922)
- G. invicta (Meyrick, 1920)
- G. ioclista Meyrick, 1913
- G. iocheaera Meyrick, 1880
- G. iometalla Meyrick, 1880
- G. isoclista (Meyrick, 1925)
- G. isozela Meyrick, 1907
- G. issikii Arita & Heppner, 1992
- G. japonicella Zeller, 1877
- G. jezonica (Matsumura, 1932)
- G. lamprocoma Meyrick, 1907
- G. lamprosema (Turner, 1926)
- G. leptocona (Meyrick, 1922)
- G. leptosema Meyrick, 1888
- G. leucargyra (Turner, 1926)
- G. leucocerastes Meyrick, 1880
- G. leucophragma Meyrick, 1923
- G. leucoplaca (Meyrick, 1913)
- G. lineovalvae Arita & Heppner, 1992
- G. longistriatella Rebel, 1940
- G. loricatella (Treitschke, 1833)
- G. lunaris Arita & Heppner, 1992
- G. luteocapitella (Caradja, 1926)
- G. luteomaculata Arita, 1979
- G. lycnophora (Turner, 1913)
- G. macraula Meyrick, 1907
- G. macrodrachma Diakonoff, 1979

- G. maculata Arita & Heppner, 1992
- G. madagascariensis Viette, 1951
- G. magnatella Erschoff, 1877
- G. majorella Herrich-Schäffer, 1855
- G. marinae Arita & Heppner, 1992
- G. maritima Diakonoff, 1979
- G. marmaropa (Meyrick, 1913)
- G. maschalis Meyrick, 1909
- G. medianella (Turati, 1930)
- G. medica Meyrick, 1911
- G. melania Diakonoff, 1976
- G. mesaula Meyrick, 1907
- G. metasticta Meyrick, 1907
- G. meteora Meyrick, 1880
- G. metron (Diakonoff, 1948)
- G. metronoma Meyrick, 1907
- G. miniata Arita & Heppner, 1992
- G. molybdastra Meyrick, 1923
- G. molybdora Meyrick, 1912
- G. monodonta (Diakonoff, 1948)
- G. montisella Chambers, 1875
- G. morangella Felder, 1875
- G. nattani (Gozmany, 1954)
- G. necopina (Philpott, 1927)
- G. neochorda (Meyrick, 1922)
- G. nephoptera Meyrick, 1888
- G. nicaeella Moschler, 1866
- G. nigromarginata (Issiki, 1930)
- G. nugella Felder, 1875
- G. octatoma Diakonoff, 1978
- G. octonaria (Philpott, 1924)
- G. okui Diakonoff, 1976
- G. oligastra (Meyrick, 1926)
- G. orthodeta (Meyrick, 1922)
- G. ortholeuca Meyrick, 1921
- G. orthomacha (Meyrick, 1920)
- G. orymagdis Meyrick, 1909
- G. oxycopis (Meyrick, 1918)
- G. oxydonta Diakonoff, 1978
- G. oxytricha Meyrick, 1928
- G. palaeomorpha Meyrick, 1880
- G. palpella (Walsingham, 1914)
- G. paradisea Walsingham, 1897
- G. parazona Meyrick, 1907
- G. perfracta (Meyrick, 1922)
- G. perimetalla Lower, 1905
- G. persica Diakonoff, 1979
- G. pertenuis Diakonoff, 1979
- G. pharetropis Meyrick, 1907
- G. phosphora Meyrick, 1907
- G. plagigera (Philpott, 1916)
- G. plagiographa Bradley, 1965
- G. platydisema Lower, 1893
- G. platyochra (Meyrick, 1920)
- G. plenella (Busck, 1914)
- G. polychroa Lower, 1897
- G. polyzela (Meyrick, 1920)
- G. protomacra Meyrick, 1907
- G. protoscleriae Arita & Heppner, 1992
- G. pseudogamma Arita & Heppner, 1992
- G. pseudomelania Arita & Heppner, 1992
- G. pseudostoma (Meyrick, 1922)
- G. pseudotaiwana Arita & Heppner, 1992
- G. psychopa Meyrick, 1909
- G. pygmaeella Rebel, 1896
- G. pyristacta (Turner, 1913)
- G. pyrogastra Meyrick, 1909
- G. pyrophora (Turner, 1913)
- G. quadragintapunctata Dyar, 1900
- G. quinqueferella Walsingham, 1881
- G. refractella Zeller, 1877
- G. regula Diakonoff, 1976
- G. reikoae Arita & Heppner, 1992
- G. rhanteria Turner, 1913
- G. rhinoceropa (Meyrick, 1935)
- G. rhodanis Meyrick, 1909
- G. rugata (Meyrick, 1915)
- G. sabella Newman, 1856
- G. saurodonta Meyrick, 1913
- G. scintilella Walker, 1864
- G. scintilla (Clarke, 1926)
- G. sclerodes Meyrick, 1909
- G. scolias Meyrick, 1910
- G. schoenicolella

Knopbiesparelmot Boyd, 1859
- G. schultzella (Amsel, 1949)
- G. semiflavana (Issiki, 1930)
- G. semilunaris Wollaston, 1879
- G. semisparsa (Meyrick, 1917)
- G. septemstrigella Zeller, 1877
- G. sexguttella (Toll, 1936)
- G. similis (Philpott, 1928)
- G. simplicella Christoph, 1882
- G. simpliciella

Kleine parelmot (Stephens, 1834)
- G. speculiferella Christoph, 1882
- G. stasichlora (Meyrick, 1931)
- G. stelucha Meyrick, 1909
- G. stilata Meyrick, 1912
- G. struvei (Amsel, 1938)
- G. sulcosa Diakonoff, 1978
- G. suzukii (Matsumura, 1931)
- G. synarma Meyrick, 1909
- G. syndecta (Meyrick, 1915)
- G. synorista (Meyrick, 1922)
- G. taiwana Arita & Heppner, 1992
- G. talhouki Diakonoff, 1978
- G. tenuis Arita & Heppner, 1992
- G. tetrachrysa Meyrick, 1907
- G. tetrasema Meyrick, 1882
- G. thrasonella

Grote parelmot (Scopoli, 1763)
- G. tona Arita & Heppner, 1992
- G. transversella Walker, 1864
- G. trigonaspis Meyrick, 1907
- G. trigonodes Arita
- G. tripedila Meyrick, 1912
- G. triplaca Turner
- G. tripselena Meyrick, 1880
- G. tripselia Meyrick, 1907
- G. umbilici M. Hering, 1927
- G. uncta (Meyrick, 1913)
- G. unguifera (Meyrick, 1922)
- G. unifasciata Walsingham, 1881
- G. variata (Meyrick, 1913)
- G. versicolor (Meyrick, 1913)
- G. virgata Arita & Heppner, 1992
- G. voluptella Felder, 1875
- G. xanthoplecta (Meyrick, 1922)
- G. xyridota (Meyrick, 1918)
- G. zalodisca (Meyrick, 1920)
- G. zelota Meyrick, 1888
- G. zermattensis (Amsel, 1933)